# Сурваки

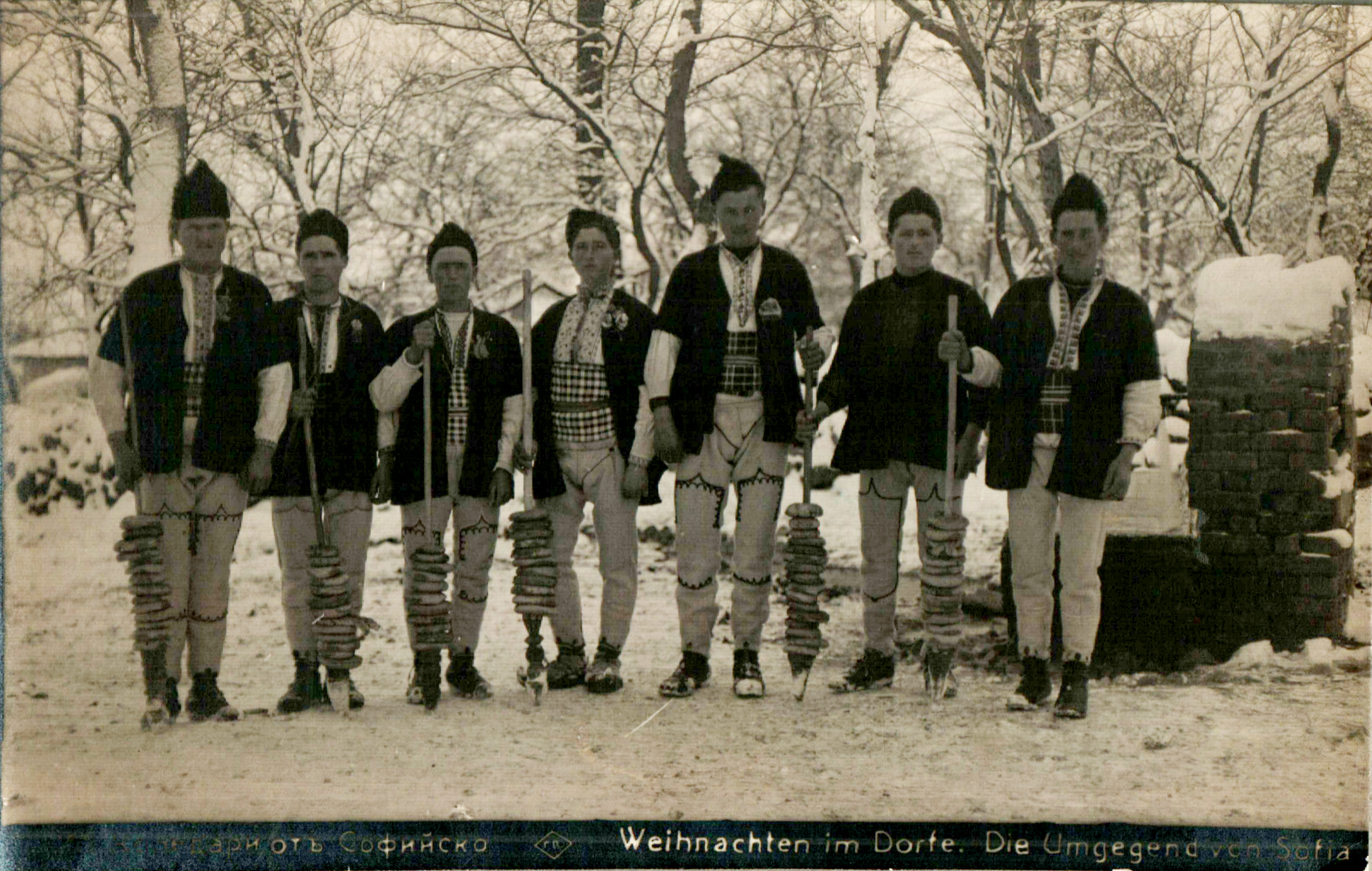
Сурвакары. София, 1938

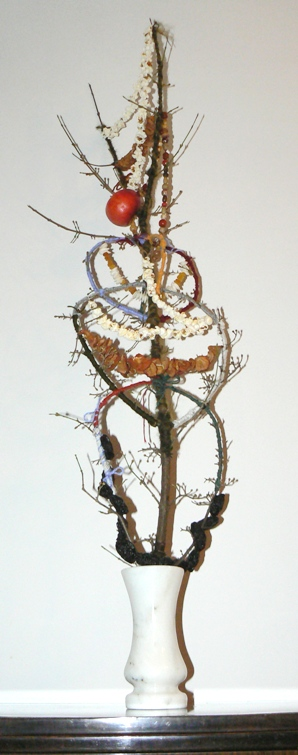
Веточка-сурвачка

Су́рваки (болг. Сурва, Сурава, Васильовден, Нова година; родоп. Сурвак; южносерб., макед. Сурва) — день народного календаря у болгар и  македонцев, приходящийся на 1 (14) января (Васильев день). В ночь с 31 декабря на 1 января дружиной парней или детей, называвшихся «сурвакары» (болг. сурвакари, суровакници, суроваскари, василичари, мяучкари), совершается обряд обхода домов. Участники обряда носят свежесрезанные веточки кизила или иного дерева (болг. суровакница, суровица, сурвачка, сурва, суровиска, василичарка) и произносят величания хозяевам, пожелания здоровья, благополучия и плодородия. Во время обряда совершаются ритуалы для очищения от злых сил и призвания сил добрых в наступающем году. Накануне этого дня вечером женщины идут на кладбище (болг. гробиште) и несут с собой угощенье для умерших, которое частью съедается на могилах. Обряд и название дня «Сурваки» больше распространены в юго-западной Болгарии, тогда как на остальной территории больше распространено название «Васильовден».

## Этимология
Слово «сурваки» произошло от суров — болгарского названия свежесрезанной под Новый год «сырой» ветки дерева (болг. суровакница, суровица, сурвачка, сурва, суровиска, василичарка), которую каждый колядовщик-сурвакар держал в руке при обходе домам с пожеланиями радости, плодородия и богатства.

## Праздничный стол
Вечером в канун нового года устраивалась обильная семейная трапеза. Обилие блюд символизируют богатство и благоденствие в наступающем году. На столе должно было находиться всё, что вырастил человек или дала природа — от мясных блюд до пирогов, овощей, сушёных фруктов, орехов. Обязательно приготовление баниц или милин (слоёные пироги с брынзой или творогом), в которых запекалась монета и кизиловые почки, которые символизировали здоровье, долголетие. Обязательно должен гореть очаг.

## Веточка-сурвачка
После полуночи и до рассвета начинался обряд Сурвакане. Символом обряда была украшенная ветка кизила — сурвачка. 
Обряд возник из поверья, что, прикасаясь к человеку веточкой кизила, передаешь жизненную силу этого дерева: у кизила уже к Новому году набухают почки, но плоды созревают лишь поздней осенью, так что он почти целый год не увядает. Кизил у болгар считается самым сильным и долголетним деревом. Веточка для изготовления сурвачки должна была быть свежесрезанной, пока она ещё «сырая», т.е. пока ещё не высохла и хранит в себе жизненные силы природы. Выражением «сурва, весела година», т.е. «здорового, весёлого года» начинались обрядовые пожелания и благословения сурвакаров. Сурвачки украшали сушёными плодами, баранками, мелкими серебряными монетами, белыми и красными шерстяными нитками (см. Мартеница) или фигурками, вырезанными из коры кизила — символами плодородия и здоровья, чесноком. Пшеничные колосья, баранки и кукуруза — символ богатого урожая в земледельческих районах, пёстрые нитки и клочки шерсти — плодовитости животных; красный сушеный перец — потенции, а чеснок, который прикреплялся к сурвачке, предохранял людей от сглаза, враждебных сил и болезней. Сурвакары били этими ветками по спине каждого в доме, начиная с самого старшего, и домашних животных, приговаривая добрые величания и пожелания.

## Сурвакары
В своей первоначальной форме обряд исполнялся неженатыми парнями. Они выходили со своими сурвачками на обрядовый обход всех домов для того, чтобы оповестить свой переход в брачный возраст, т. е. с этого момента они могли свататься. Такие группы обязательно заходили в дома, где были девушки брачного возраста. Иногда обряд сурвакане исполняли и дети. Маленькие девочки и мальчики исполняли детский вариант сурвакарского обряда, поздравляя своими сурвачками с Новым годом только близких и родных в первое утро Нового года, в то время как взрослые сурвакары совершали свой обрядовый обход в саму новогоднюю ночь.
Сурвакарское благословение произносится речитативом. Это вербальная магия, способствующая здоровью и изобилию в семье. В некоторых районах Болгарии сурвакары поют также и песни. Типичное заклинание в ходе обряда:

 Су́рого (доброго) весёлого года

 Живите в здравии до того года

 До следующего года до аминя;

 Полной кошары овец,

 Много урожая на ниве,

 Много гроздей на лозе.

 Красных яблок в саду,

 Веселья и здоровья в доме.
Оригинальный текст (болг.) Су́рова весела година,

 Животъ здраве до година,

 До година до амина;

 Пълна кошарв съ овци,

 Голем клась на нива,

 Голем грозд на лоза,

 Червена iабалка у градина,

 Весело и здраво iу кащи.

За исполнение  обряда сурвакары получают от хозяев баранки, фрукты, орехи, сало и другие подарки. В некоторых районах веточки-сурвачки кладут курам на насест, чтобы они лучше высиживали цыплят. Считалось, что молодые женщины, для того, чтобы у них были длинные и красивые волосы, должны их мыть водой, в которую брошены кизиловые почки. По возвращении домой сурвакары в Тракии бросают веточки-сурвачки на двор или в реку для того, чтоб дома не было блох.
В некоторых местах при обходе домов дружинами ряженых (сурвакаров) одного из парней одевали как невесту, а также выбирали «жениха» и «девера», которые брали «невесту» под руки и танцевали с ней перед хозяином дома, после чего «невеста» целовала хозяину руку и получала от него деньги (тырговишт.). В западной Болгарии «невесту» охраняли «девер» и «старцы». Иногда инсценировалось умыкание «невесты» — верили, что если её похитят, год будет урожайным.
Сурвакары строго следили, чтобы с другой группой не встретиться. В противном случае они боролись друг с другом, иногда довольно серьёзно, что подтверждается названием местности «Сурвакарски гроб» близ села Дивля, недалеко от города Радомир, где, согласно легенде, во время таких беспорядков был убит сурвакар. Как правило, не допускаются к обходу группа из другой деревни — это считается позором.

## Обряд в юго-западной Болгарии

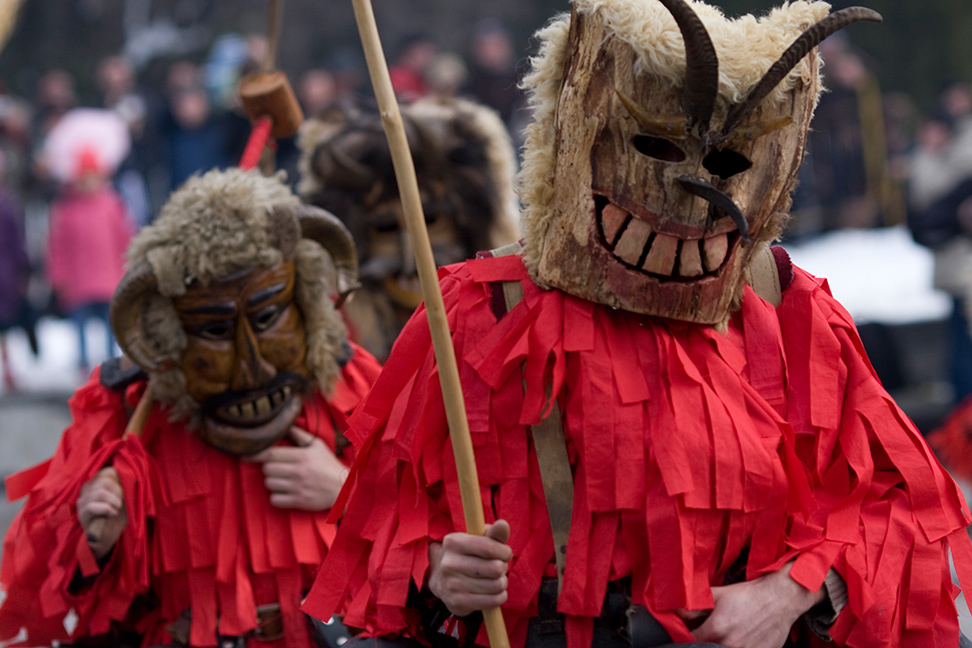
Маски сурвакаров. Сурва (фестиваль)

Новогодние дружины (парней и молодых женатых мужчин) в юго-западной Болгарии имеют свои особенности. Здесь новогодние пляски в своеобразных обрядовых костюмах и причудливых масках из перьев и меха превращались в театрализованные представления. Большинство масок делались из дерева. На них приклеивались разноцветные нити, лоскутки тканей, кусочки зеркала и др. элементы. Наиболее старинными считаются маски, изображающие барана, козла или быка. Воздействие танцев  усиливалось дополнительно и звуком прикрепленных к костюмам и маскам медных и бронзовых колокольчиков. У некоторых масок два лица — спереди и сзади. С одной стороны, нос курносый, а лицо добродушное, с другой — нос с горбинкой, а лицо — со зловещим выражением. Эти маски — символ добра и зла, которые всегда сосуществуют друг с другом. Большое значение для символики масок имел и цвет. Преобладал красный — символ плодородия и обновляющейся природы, солнца и огня; используется также чёрный цвет — олицетворяющий землю, и белый — символ воды и света.
В ночь под Новый год или в первое январское утро мужчины надевали свои страшные маски и костюмы и выходили на ритуальный обход по домам, неся с собой благословение и пожелания о здоровье, удаче, плодородии и благоденствии каждой семье. Обряд имел свойства маскарадной процессии, с эротическими элементами, анекдотами и забавами. Встречаются имитации «свадьбы», с играми, сценами «убийства» и «воскрешения».
Под конец собирались на площади в центре села и там продолжали свои буйные танцы и игры до самого вечера. На центральных площадях в сёлах и до сих пор ряженые разводят огромный костер — символ разжигания новой жизни в предстоящем году, «нового солнца», которое символизирует поворот к весне. Когда-то к костру подходил каждый крестьянин и бросал в него принесенный с собой хворост и ворошил угли, чтобы летели искры, и произносил пожелания: сколько искорок разлетится, столько должны уродить поля и столько должно родиться живности в хозяйстве. Ряженье в страшные маски и исполнение магических танцев должно было испугать и прогнать злых духов и защитить урожай.